# Visio Godeschalci
La Visio Godeschalci (Visione di Godescalco) è un testo visionario del XII secolo che riporta la visione ultraterrena del contadino Godescalco (“Gottschalk” in antico tedesco) del villaggio di Horchen (ora Großharrie) nella contea di Holstein, ora in Schleswig-Holstein, nell’estremo nord della Germania.
Il racconto, scritto in lingua latina, si inserisce nel filone narrativo delle visiones medievali ed è conservato in due varianti (chiamate comunemente A e B), che narrano le vicende in modo differente mantenendo tuttavia una coincidenza stretta tra le due trame.

## L'evoluzione delle visioni nel Medioevo
In una società profondamente permeata dalla dottrina cattolica, in cui la religione e la paura del giudizio divino muovevano gran parte delle relazioni sociali non è difficile immaginare la facilità con cui personaggi particolarmente sensibili a questi messaggi potessero essere suggestionati dall’immaginario oltremondano; non a caso nella quasi totalità delle narrazioni di visioni il protagonista si trova in momenti di privazione o in condizioni di grave malattia o morte apparente.

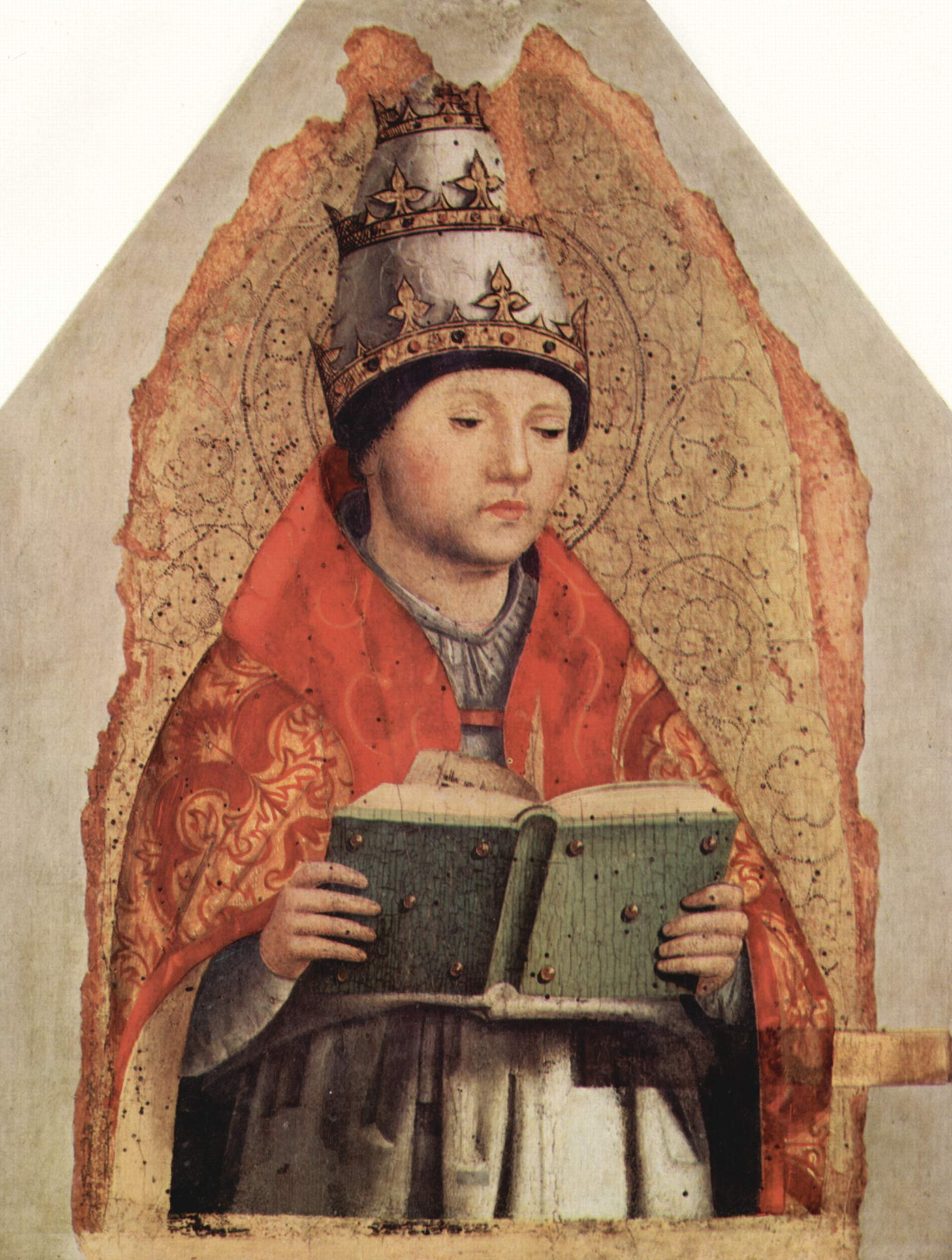
Gregorio I, dipinto di Antonello da Messina

Il genere letterario delle visiones nasce però da un personaggio illustre: è infatti papa Gregorio Magno che nel IV libro dei Dialogi descrive e cerca di validare i racconti di aneddoti e testimonianze visionarie del passato. Questo testo porrà le prime basi dei topoi oltremondani, presentandosi come testimonianza eccellente (già in vita Gregorio Magno era percepito come uno dei più grandi personaggi della storia della Chiesa) della descrizione dei luoghi dell’aldilà. Occorre notare come in realtà molti di questi elementi non siano stati inventati da Gregorio, ma semplicemente ripresi da fonti precedenti (Visio Pauli, Passio Perpetuae et Felicitatis, il sogno di Girolamo etc.). Tuttavia, la sua opera ebbe un notevole successo dovuto sia alla straordinaria personalità dell’autore che al carattere peculiare della sua composizione; infatti, grazie alla vasta cultura classica di cui è permeata, venne apprezzata dai dotti, ma, grazie all'utilizzo di un tono familiare e al racconto di exempla, aneddoti e fatti prodigiosi, venne resa accessibile anche ai lettori meno colti.
Dal VII secolo la letteratura visionaria comincia ad avere un discreto successo: tra i testi più importanti figurano la Visio Baronti e i Dicta di Valerio oltre a aneddoti e descrizioni all’interno dell’Historia ecclesiastica gentis Anglorum di Beda. In questo periodo inoltre inizia a diffondersi in occidente un particolare testo visionario composto in lingua greca nel III secolo e destinato ad avere grandissima fortuna: la Visio Pauli.
In età carolingia questo tipo di narrazione conosce un ampliamento dei topoi narrativi; su tutte si afferma la funzione “politica” del resoconto, con la quale gli autori inseriscono personaggi illustri del loro tempo all’interno di queste visioni, al fine di connotarli negativamente (o positivamente) agli occhi dei lettori. Di questo tipo è, per esempio, la Visio Wettini.
Dopo il declino del X secolo appare, nel secolo successivo, la prima raccolta organizzata di visiones: il Liber visionum del monaco benedettino Otlone; è nel XII secolo tuttavia che il genere giunge all’apice sia della produzione che della complessità redazionale grazie anche al contemporaneo allargamento all' immaginario dei meno dotti del concetto teologico di Purgatorio.
Tra le visioni principali del periodo figurano la Visio Alberici, la Visio Tnugdalii, il Tractatus de purgatorio sancti Patricii e, ovviamente, la Visio Godeschalci.

## Contesto della visione
Nel 1188 Federico Barbarossa si appresta ad intraprendere la terza crociata (nella quale troverà la morte) seguito dal figlio, il duca di Svevia Federico VI, dal duca d'Austria Leopoldo V e da altri nobili e vescovi. Prima della partenza vuole però assicurarsi la completa lealtà della Germania nel lungo periodo di lontananza; per fare ciò si premura innanzitutto di eliminare i focolai di dissenso nei suoi confronti, i quali potrebbero vedere la prolungata assenza dell'imperatore come momento propizio per guidare una ribellione nei confronti dell’autorità dell’impero.
Priorità assoluta per l’imperatore era la sottomissione del ribelle cugino Enrico XII (detto “il leone”), conte di Baviera nonché fondatore della città di Monaco, il quale ottenne da Federico stesso il territorio bavarese prima di negargli l’aiuto militare nella cruciale battaglia di Legnano del 1176 che vide le forze comunali sconfiggere definitivamente l’esercito imperiale. Per questo motivo e per un’intesa mai del tutto sbocciata Federico condanna il cugino all’esilio per tre anni ma Enrico, facendo leva sull'appoggio di tutto l'Holstein e di numerosi vescovi e conti, non rispetta questa condanna e si scontra con l’impero.

## Il personaggio di Godescalco

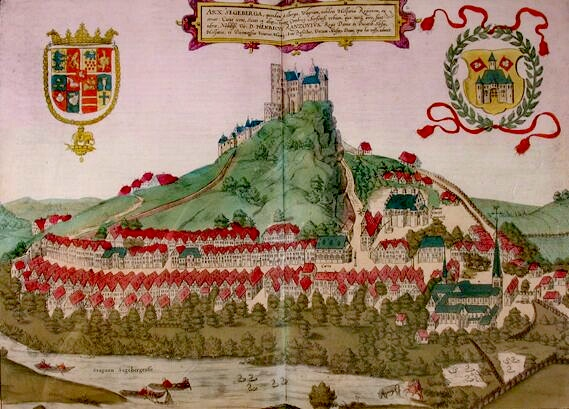
Illustrazione della cittadina di Sageberg dal Civitates orbis terrarum di Georg Braun

Nel 1188, per difendere il castello di Sageberg dall’assedio di Federico Barbarossa, Enrico XII chiama alle armi gli abitanti dell’Holstein, tra i quali anche Godescalco, assieme ai suoi concittadini.
Godescalco è presentato, in particolar modo dall'autore della versione A, come un uomo semplice e retto, poverissimo nonché instancabile e onesto lavoratore fedele alla moglie e a Dio. Data la precarietà della sua condizione fisica e alla sua salute già compromessa da una malattia debilitante, al momento della chiamata alle armi da parte del conte di Baviera, supplica i mediatori del governatore di essere autorizzato all'astensione dal servizio militare; negatagli questa possibilità si trova costretto a partire per la campagna militare, nonostante l’avvertimento della moglie la quale aveva avuto un presagio sulla tragica fine che lo aspettava durante la difesa del castello.
Dopo una lunga marcia arrivò al castello ma due giorni dopo la malattia lo costrinse a letto in una condizione di infermità, nella quale riuscì a parlare solo dopo 5 giorni, nel giorno della domenica. Quello stesso mercoledì i suoi compagni ne accertarono la morte e la domenica, ossia l’ultimo giorno di assedio al castello per gli abitanti del suo villaggio, riportarono a casa il suo corpo dove riprese coscienza. È durante quei tre giorni di morte apparente che Godescalco afferma di aver avuto la visione.

## Trama
Durante il periodo della difesa del castello di Sageberg, Godescalco, in uno stato di morte apparente, ebbe una visione che lo portò a visitare il mondo ultraterreno.
Accompagnato da due angeli, camminava in silenzio verso Sud fino a quando trovò un enorme tiglio sui cui rami pendevano innumerevoli paia di scarpe, destinate ad essere calzate solo da coloro i quali ne avevano il permesso divino. Più avanti infatti si apriva una brughiera deserta lunga tre chilometri, completamente disseminata di spine e rovi appuntiti pronti a dilaniare la carne di chi li calpestava senza calzari; queste calzature protettive venivano distribuite da un angelo collocato sulla sommità del tiglio solamente a chi in vita avesse aiutato un povero secondo la propria possibilità. Godescalco inizialmente provò a percorrere la brughiera a piedi nudi, ma dopo aver sofferto duramente per le strazianti lacerazioni inflittegli dalle spine gli vennero consegnati dall’angelo un paio di calzari, grazie ai quali riuscì ad attraversare facilmente il percorso.
Dopo il transito per la brughiera di spine, apparve improvvisamente un fiume di gigantesche proporzioni completamente pieno di affilatissime lame di ferro, le quali avrebbero dovuto espiare la colpa di chiunque avesse in vita disprezzato la pazienza di Dio. Oltretutto il fiume era in uno stato di agitazione minacciosa che esponeva i trapassati all’ulteriore pericolo dell’annegamento.
Coloro i quali non avevano trasgredito la legge divina erano però esentati da questa punizione, incomparabilmente maggiore di quella precedente, grazie all’aiuto di legni galleggianti che trasportavano, come mossi da volontà propria, quegli uomini che erano stati onesti in vita; anche in questo caso gli angeli permisero a Godescalco di utilizzare il mezzo destinato ai probi per attraversare incolume il percorso.
Una volta attraversato il fiume, Godescalco e le altre anime arrivarono ad un trivio: la via di sinistra era stretta e angusta e portava all’inferno: l’abisso profondo da cui gli empi non sarebbero mai più usciti per tutta la durata dell’eternità; la via di destra era una strada luminosa che si innalzava verso il cielo e conduceva al paradiso, mentre quella di mezzo era ampia e dritta: era la via degli uomini mediocri.
In mezzo al trivio c’era un angelo che indicava la strada alle anime che, per la quasi totalità, venivano condotte alla via centrale, quella del purgatorio.
Tra la strada di mezzo e quella dell’abisso si collocava una quarta via che conduceva al territorio destinato a coloro che erano stati cattivi in vita ma non a tal punto da dover essere dannati per l’eternità; le anime, assieme a Godescalco, si avviarono per questa strada per essere sottoposte ad ulteriori prove di espiazione.
Qui Godescalco incontrò la pena del fuoco nella quale dovevano necessariamente passare i penitenti per poter essere liberati delle colpe terrene; sebbene fosse stato risparmiato da questa sofferenza grazie all’intercessione divina, Godescalco affermò che una volta tornato in vita accusò un dolore al fianco dovuto alle bruciature (seppure superficiali) che quel luogo gli riservò.
In questo regno di penitenza Godescalco incontrò dei personaggi noti agli abitanti del suo villaggio: Godescalco figlio di Dasonide il Vecchio, rinchiuso in un vaso di vetro nel quale veniva cotto da sei torturatori, un giovane omicida del villaggio di Horchen che tutti i giorni era costretto a mettere la mano con cui aveva commesso il delitto tra le fiamme e tre altri assassini che venivano ustionati in tre parti differenti del corpo in base alla tipologia di omicidio commesso.
Dopo la visita nell’inferno superiore Godescalco venne accompagnato, sempre dagli angeli, alla via che porta verso il purgatorio dove inizialmente vide una piccola casa a due piani abitata da gente gioiosa; proseguendo per la strada del regno che si ingrandisce e diventa sempre più bella, incontrò una seconda casa, simile nell’aspetto alla precedente ma rispetto a quella molto più grande e che conteneva un numero ancora maggiore di inquilini celesti ancora più lieti dei precedenti. Infine giunse ad una terza casa, ancora più grande e ancora più abitata da personaggi ancora più gioiosi. Durante tutto questo percorso Godescalco affermò di essere stato inebriato da una fragranza in grado di saziare chiunque la respirasse.
Dopo un viaggio di tre giorni Godescalco e gli angeli approdarono al Paradiso (chiamato “regno dei vivi”), costituito da un ambiente candido e splendente nel quale sorgeva una enorme basilica circondata da una grandissima quantità di case luminose e magnifiche.
Dopo aver intravisto per un attimo san Giovanni apostolo, Godescalco giunse nell’angolo sud-est della basilica, dove trovò una panca in grado di contenere duecento persone; qui scorse una gloria luminosa sul tetto della basilica, sulla quale riuscì a posare lo sguardo solo per un momento, data la forza della luminosità di quel miracolo.
Dopo aver passato quattro giorni a contemplare la magnificenza della basilica, Godescalco venne condotto dall’angelo affabile verso la festa di sant’Andrea; durante il percorso vide alcuni assassini costretti a trasportare le proprie vittime sulla schiena, alcuni signori che si umiliavano di fronte ai servi e alcuni pellegrini che godevano della beatitudine celeste.
Una volta arrivati alla festa, Godescalco passò la giornata in compagnia dei beati intonando canti in armonie da coro che però, a causa della sua natura ancora fisica (non essendo a quel tempo ancora morto), non fu in grado di armonizzare con quelli degli altri presenti.
Dopo la festa vide una enorme città posta in una pianura verso meridione; le case che la componevano non avevano alcun tipo di protezione o muro contro possibili assedi, questo perché il vero baluardo della comunità era Dio, in grado di proteggerla da qualsiasi nemico.
In questa città termina la visione di Godescalco il quale, una volta risvegliatosi dalla condizione di morte apparente, porta tre prove come testimoni della sua esperienza: il mal di testa, il male al fianco e il dolore ai piedi.

## Differenze tra le due redazioni
Le due versioni del racconto di Godescalco sono troppo simili per poter immaginare una genesi completamente differenziata, si è ipotizzato quindi che i due testi siano conseguenza di una trascrizione del resoconto orale di Godescalco in persona in due momenti distinti; A e B sarebbero in questo modo vere e proprie trasposizioni di interviste in forma letteraria.
Le due versioni del resoconto si differenziano già dal punto di vista della tecnica narrativa: la versione A è narrata in terza persona, la B in prima persona, mantenendosi quindi più vicina a una dimensione dell’oralità.
Elemento di differenziazione in assoluto più marcato tra le due redazioni è però il contenuto interno dell’opera: la versione A riporta una descrizione più completa che si dilunga spesso sui personaggi incontrati da Godescalco stesso con numerose digressioni sulle loro biografie; tanto i dannati nominati quanto i beati sono personaggi appartenenti al villaggio del protagonista, mentre il redattore della versione B omette nella totalità le notizie e le descrizioni di questi personaggi.
La presenza di Godescalco figlio di Dasonide il Vecchio tra i dannati è spiegata in modo molto dettagliato nella versione A all’interno dell’ampio spazio dedicato alla descrizione del “rapimento di San Martino” a cui il Dasonide prese parte. Il testo racconta in maniera approfondita questo episodio di cronaca locale, soffermandosi sui protagonisti e le vittime di tutto ciò che comportò il furto delle reliquie di San Martino dalla parrocchia di Nortof.
La versione B del testo dedica solamente poche righe alla descrizione di quegli avvenimenti, che molto probabilmente costituivano un ricordo ancora molto vivo nella memoria dei concittadini di Godescalco.
Tutti questi indizi, insieme alla maggiore tendenza della prima versione a inserire commenti personali e ammonimenti ai lettori, hanno fatto ipotizzare l’appartenenza del primo redattore al villaggio di Horchen, lo stesso in cui viveva il protagonista della visione e tutti i personaggi da lui descritti; il secondo redattore invece, si limita a riportare gli elementi più interessanti dal punto di vista narrativo e educativo del resoconto, rivelandosi disinteressato alle sorti dei concittadini del visionario, da una parte per il fatto che ignorava chi questi fossero, dall’altro perché conscio che anche gli eventuali lettori, lontani dal tempo e dallo spazio di Godescalco, ignorassero le vicende del villaggio; non a caso la versione B ebbe maggiore fortuna: la versione A è stata infatti conosciuta per diversi secoli solamente attraverso riferimenti nella letteratura scolastica, la versione B è stata stampata diverse volte.

## Elementi di originalità del testo
Nonostante il testo rispetti il metodo compositivo letterario dell’imitatio canonico nel medioevo, il racconto presenta degli elementi di originalità non indifferenti.
Il primo tratto di eccezionalità (nonostante non sia una caratteristica presente unicamente in questa visione) riguarda il protagonista della visione: Godescalco (in maniera quasi tautologica, dato che in antico tedesco “Gottschalk” può essere tradotto anche come “contadino di Dio”) è un semplice agricoltore, un personaggio, quindi, laico, e appartenente alla classe sociale meno colta possibile. Questa particolarità del visionario gioca a favore della credibilità del testo (almeno secondo la visione medievale): un illetterato povero persino nella sua condizione già di per sé miserevole non può avere inventato tutto ciò che sostiene di aver visto, poiché non può avere mai letto né compreso le visioni oltremondane del passato, opere spesso raccolte da grandi teologi e filosofi e, per questo, inaccessibili ad un pubblico di incolti.
Nonostante la compenetrazione tra immaginario cristiano e folklorico locale sia molto presente in tutte le visioni medievali, il racconto di Godescalco è inoltre uno dei pochi, e comunque il più antico, esemplari di testi visionari in grado di raccogliere informazioni circa l’immaginario oltremondano locale della Germania contadina.Il tratto in cui è più evidente questa testimonianza del sostrato germanico pagano è l’ambiente che precede il trivio, vero punto di snodo sulla strada delle anime; come nelle tradizionali visioni dell’aldilà pagano settentrionale, tutto il percorso precedente alla triforcazione è attraversato da ogni anima, indipendentemente dalla sua destinazione finale.

## Manoscritti
Redazione A
- Wolfenbüttel, Herzog-August-Bibl., 558 Helmst., ff. 1v-24r
- Hannover, Niedersächs. Landesbibl., Ms. XXIII 163, ff. 1-81

Redazione B
- Köln, Historisches Archivder Stadt, GB 2° 75, ff. 94v-99r

Non esistono, ad oggi, versioni digitalizzate di questi manoscritti.

## Edizioni a stampa
- Gottfried Willhelm von Leibniz, Längere Fassung (“Godeschalcus”), Hannover, 1707 (contiene solamente la versione A del testo)
- Rudolf Usinger, Visio Godeschalci,in Scriptores minores rerum Slesvico-Holtsatensium pp. 89–126, Kiel, 1874[20] (contiene solamente la versione A del testo)
- Erwin Assman, Godeschalcus und Visio Godeschalci. (Quellen und Forschungenzur Geschichte Schleswig-Holsteins, 74) Neumünster 1979 ISBN 3-529-02174-1[21]
- Visio Godeschalci. Il mondo e l’altro mondo di un contadino tedesco del XII secolo. Edizione critica, traduzione e commento a cura di Rossana E. Guglielmetti e Giorgia Puleio, 2021, SISMEL-Edizioni del Galluzzo